# Milltown (New Jersey)
Pour les articles homonymes, voir Milltown.
Milltown est un borough situé dans le comté de Middlesex, dans l’État du New Jersey, aux États-Unis.